# 新安江街道
新安江街道位于中华人民共和国浙江省建德市，是建德市人民政府的驻地，东距省会杭州市121千米，面积101平方千米。根据2010年中华人民共和国第六次人口普查的结果，新安江街道有人口7.87万，占建德市总人口的15.4%。

## 沿革
新安江街道原为白沙镇、新安江镇，2001年10月撤销新安江镇设新安江街道。

## 教育
- 小学
  - 建德市实验小学
  - 明珠小学
  - 明镜小学
  - 新安江第一小学
  - 新安江第二小学
  - 新安江第三小学
- 初中
  - 新安江第一初级中学
  - 新安江第二初级中学
  - 新安江第三初级中学
- 高中
  - 新安江中学

## 交通

### 公共汽车

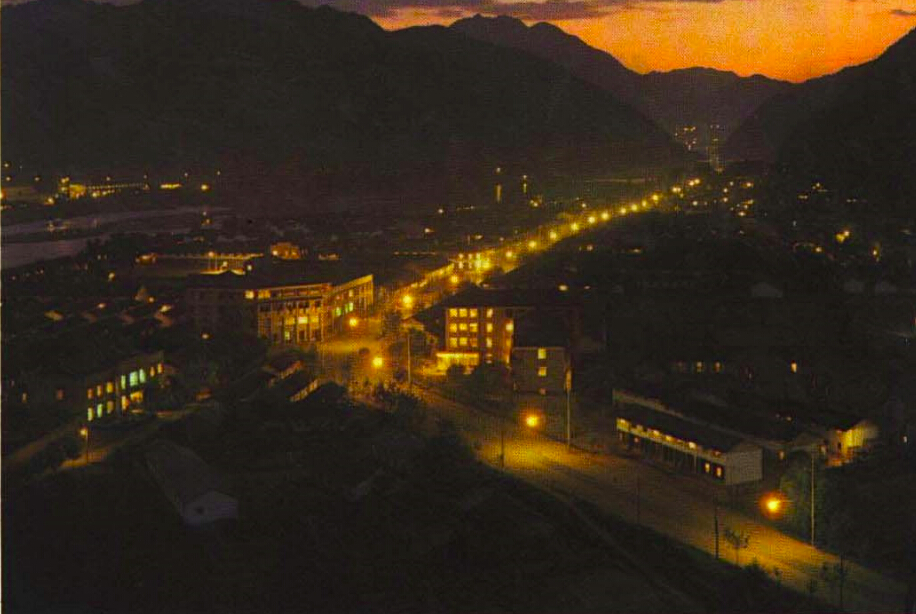
1966年白沙镇

公交车系统由建德市长运公司运营。除4路、7路、11路外，票价均为1元。城区内的公交路线有：
- 1路：东站至假日酒店
- 2路：南站至罗桐埠
- 3路：南站至东站
- 4路：新安江市场至下涯
- 5路：大润发超市环线
- 6路：程周坞至罗桐社区
- 7路：新安江市场至更楼街道
- 9路：田坞至公安大楼
- 10路：邵坑坞至叶家
- 11路：府西菜场至岭后

### 的士
现在服役车种为上海大众桑塔纳3000。起步价为5元

### 桥梁
- 白沙大桥